# Marija Kniebiel
Marija Osipowna (Iosifowna) Kniebiel (ros. Мари́я О́сиповна (Ио́сифовна) Кне́бель, ur. 6 maja?/18 maja 1898 w Moskwie, zm. 1985 roku tamże) – radziecka aktorka, pedagog oraz reżyser teatralny. Ludowa Artystka RFSRR (1958).
W zespole MChAT, w Moskwie współzałożycielka (1935) Teatru im. Jermołowej. W latach 1950–60 związana z Centralnym Teatrem Dziecięcym; praca pedagogiczna (profesor). Uważana za spadkobierczynię Konstantina Stanisławskiego.
Pochowana na Cmentarzu Wwiedieńskim w Moskwie.

## Nagrody i odznaczenia
- Nagroda Państwowa ZSRR (1978)
- Ludowy Artysta RFSRR (1958)